# كارين فالك
كارين فالك (بالسويدية: Karin Falck)‏ هي منتجة تلفزيونية ومقدمة تلفزيونية ومخرجة سويدية، ولدت في 8 فبراير 1932 في Säffle ‏ في السويد.

## وصلات خارجية
- كارين فالك على موقع IMDb (الإنجليزية)
- كارين فالك على موقع قاعدة بيانات الأفلام السويدية (السويدية)
- كارين فالك على موقع ديسكوغز (الإنجليزية)
- كارين فالك على موقع قاعدة بيانات الفيلم (الإنجليزية)